# Nannophilus ariadnae
Nannophilus ariadnae är en mångfotingart som beskrevs av Carl Graf Attems 1902. Nannophilus ariadnae ingår i släktet Nannophilus och familjen småjordkrypare. Inga underarter finns listade i Catalogue of Life.